# Souper des douze plats
Ne doit pas être confondu avec Treize desserts.

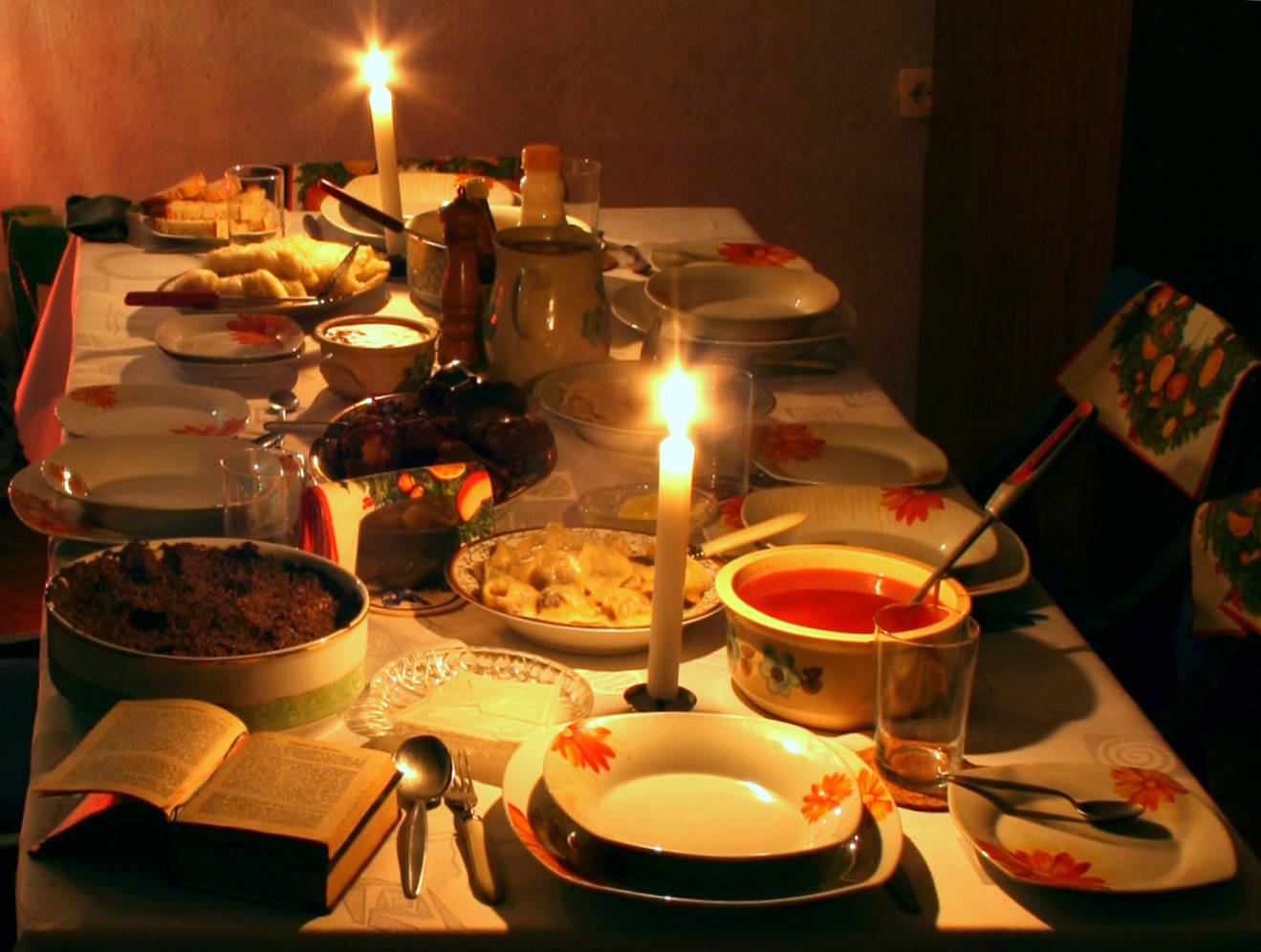
Wigilia, repas traditionnel polonais le 24 décembre.

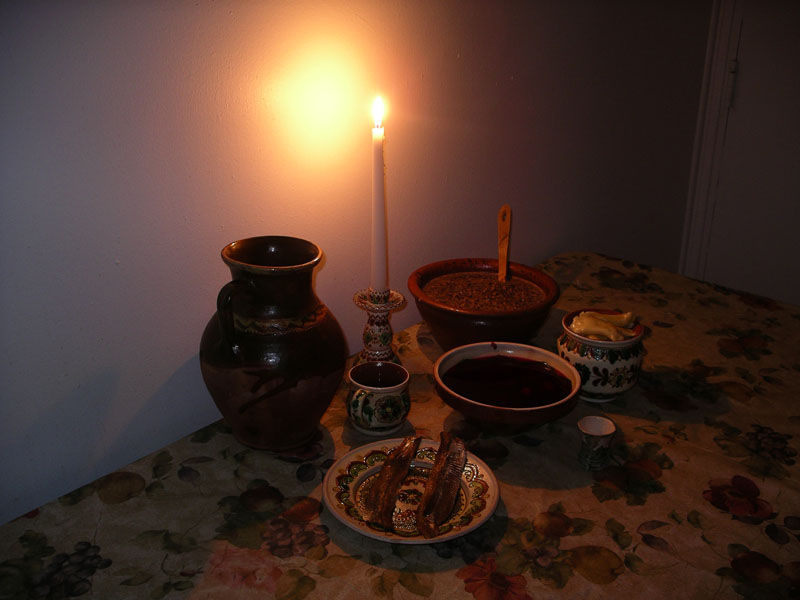
Repas traditionnel en Ukraine à la veille de Noël. Seuls les kompot, la kutia, le bortsch, les pierogi et le sel sont présents.

Le souper des douze plats est traditionnellement préparé dans certains pays d'Europe de l'Est et du Nord, en particulier des pays qui faisaient partie de la république des Deux Nations, notamment la Pologne, de la Lituanie et de l'Ukraine, ainsi que dans certaines régions de Russie.
Le repas (en lituanien : kūčios, polonais : wigilia ou wieczerza wigilijna, ukrainien : cвята вечеря, sviata vetcheria) se compose de douze plats sans viande. Ce nombre, selon les ethnologues, peut symboliser soit les mois de l'année, soit les douze disciples choisis par Jésus de Nazareth.
Dans certaines parties de la Pologne[Lesquelles ?], une tradition similaire de treize plats sans viande à la veille de Noël est plus pratiquée[réf. nécessaire].